# Jan Szczypiński
Jan Szczypiński (ur. 5 listopada 1893 w Prądniku Czerwonym, zm. 18 września 1981 w Ołdrzychowicach Kłodzkich) – polski działacz turystyczny, przewodnik sudecki.

## Życiorys
Urodził się w 1893 roku w Prądniku Czerwonym k. Krakowa. W latach 1920–1945 mieszkał w Zakopanem. W 1922 roku wstąpił do Oddziału Zakopiańskiego Polskiego Towarzystwa Tatrzańskiego, a w latach 1934–1950 był przodownikiem Odznaki Górskiej Polskiego Związku Narciarskiego i tamtejszym sędzią. Ponadto pracował w Zarządzie Miejskim w Zakopanem. Po zakończeniu II wojny światowej osiedlił się w Ołdrzychowicach Kłodzkich, na ziemi kłodzkiej, gdzie otrzymał pracę w miejscowych Zakładach Przemysłu Lnianego „Lech”. Należał do współzałożycieli Oddziału PTTK w Lądku-Zdroju. Od 1956 roku posiadał uprawnienia przodownika turystyki górskiej (później był przodownikiem honorowym). Bardzo aktywnie pracował jako znakarz szlaków turystycznych, między innymi był inicjatorem i wykonawcą szlaku żółtego z Żelazna na Przełęcz Puchaczówkę i czarnego ze Złotego Stoku do Bystrzycy Kłodzkiej. Za swoją działalność został wyróżniony wieloma odznaczeniami państwowymi i wyróżnieniami organizacyjnymi.
Zginął w wypadku samochodowym. Został pochowany na cmentarzu w Ołdrzychowicach Kłodzkich.